# Парагвай на летних Олимпийских играх 1992
Парагвай принимал участие в Летних Олимпийских играх 1992 года в Барселоне (Испания) в шестой раз за свою историю, но не завоевал ни одной медали. Сборную страны представляли 27 мужчин и 3 женщины.

## Результаты соревнований

### Дзюдо
Мужчины
| Спортсмен        | Категория | 1/16 финала                                       | 1/8 финала         | Четвертьфиналы     | Полуфиналы         | За 3 место Финал   |
| Спортсмен        | Категория | Соперник Результат                                | Соперник Результат | Соперник Результат | Соперник Результат | Соперник Результат |
| ---------------- | --------- | ------------------------------------------------- | ------------------ | ------------------ | ------------------ | ------------------ |
| Висенте Сеспедес | До 65 кг  | Аугушту Алмейда (POR) Пор. Иппон, Тай Отоси, 2:42 | Не прошёл          | Не прошёл          | Не прошёл          | Не прошёл          |

### Лёгкая атлетика
Мужчины
Технические дисциплины
| Дисциплина    | Спортсмен           | Квалификация | Квалификация | Финал                | Финал                |
| Дисциплина    | Спортсмен           | Результат    | Место        | Результат            | Место                |
| ------------- | ------------------- | ------------ | ------------ | -------------------- | -------------------- |
| метание диска | Рамон Хименес-Гаона | 59,78        | 16           | Завершил выступление | Завершил выступление |
| метание копья | Нери Кеннеди        | 65,00        | 30           | Завершил выступление | Завершил выступление |

Женщины
Технические дисциплины
| Дисциплина     | Спортсменка    | Квалификация | Квалификация | Финал                | Финал                |
| Дисциплина     | Спортсменка    | Результат    | Место        | Результат            | Место                |
| -------------- | -------------- | ------------ | ------------ | -------------------- | -------------------- |
| прыжки в длину | Наталия Толедо | 5,73         | 27           | Завершил выступление | Завершил выступление |

### Плавание
Мужчины
| Дистанция              | Спортсмены    | Предварительные заплывы | Предварительные заплывы | Предварительные заплывы | Финалы               | Финалы               | Финалы               |
| Дистанция              | Спортсмены    | Заплыв                  | Результат               | Место                   | Заплыв               | Результат            | Место                |
| ---------------------- | ------------- | ----------------------- | ----------------------- | ----------------------- | -------------------- | -------------------- | -------------------- |
| 100 метров на спине    | Маркос Проно  | 1                       | 1:02,72                 | 47                      | Завершил выступление | Завершил выступление | Завершил выступление |
| 200 метров на спине    | Маркос Проно  | 1                       | 2:15,25                 | 39                      | Завершил выступление | Завершил выступление | Завершил выступление |
| 100 метров баттерфляем | Алан Эспинола | 1                       | 1:01,38                 | 64                      | Завершил выступление | Завершил выступление | Завершил выступление |
| 200 метров баттерфляем | Алан Эспинола | 1                       | 2:11,88                 | 42                      | Завершил выступление | Завершил выступление | Завершил выступление |

### Теннис
Женщины
| Соревнование  | Спортсменки                       | 1/16 финала                                        | 1/8 финала            | Четвертьфинал         | Полуфинал             | Финал                 |                       |
| Соревнование  | Спортсменки                       | Соперник Результат                                 | Соперник Результат    | Соперник Результат    | Соперник Результат    | Соперник Результат    |                       |
| ------------- | --------------------------------- | -------------------------------------------------- | --------------------- | --------------------- | --------------------- | --------------------- | --------------------- |
| парный разряд | Россана де лос Риос Ларисса Шерер | FRAИзабель Демонжо / Натали Тозья П 1:6, 6:7 (3:7) | Завершили выступление | Завершили выступление | Завершили выступление | Завершили выступление | Завершили выступление |

### Фехтование
Мужчины
| Спортсмен             | Вид    | Первый раунд | Первый раунд | Первый раунд   | 1/32 финала        | 1/16 финала        | 1/8 финала         | Четвертьфинал      | Полуфинал          | Финал              | Место |
| Спортсмен             | Вид    | Соперник Результат | Уколы        | Место в группе | Соперник Результат | Соперник Результат | Соперник Результат | Соперник Результат | Соперник Результат | Соперник Результат | Место |
| --------------------- | ------ | --- | ------------ | -------------- | ------------------ | ------------------ | ------------------ | ------------------ | ------------------ | ------------------ | ----- |
| Энцо да Понте         | Рапира | HUNЖолт Эршек П 1:5 GBRДжонатан Дэвиc П 1:5 GERУдо Вагнер П 0:5 AUTАнатоль Рихтер П 2:5 USAНик Бравин П 2:5 SINВон Лян Хунь В 5:4                       | 11:29        | 6              | Не прошёл          | Не прошёл          | Не прошёл          | Не прошёл          | Не прошёл          | Не прошёл          | 54—55 |
| Хосе Марсело Альварес | Рапира | ITAАндреа Борелла П 4:5 POLПётр Келпиковский П 1:5 CUBЭлвис Грегори П 1:5 ESPРамиро Браво П 3:5 CHNВан Хайбинь П 3:5 RSAДарио Торренте П 4:5            | 16:30        | 7              | Не прошёл          | Не прошёл          | Не прошёл          | Не прошёл          | Не прошёл          | Не прошёл          | 56    |
| Хосе Марсело Альварес | Шпага  | HUNКристиан Кульчар П 2:5 GERРоберт Фелисяк П 2:5 IRLМайкл О’Брайен П 4:5 USAРоберт Маркс П 3:5 ESPМануэль Перейра Сенабре П 4:5 PORЖозе Бандейра П 3:5 | 18:30        | 7              | Не прошёл          | Не прошёл          | Не прошёл          | Не прошёл          | Не прошёл          | Не прошёл          | 66    |
| Энцо да Понте         | Шпага  | COLМаурисио Ривас П 4:5 ROMАдриан Поп П 4:5 ITAМаурицио Рандаццо П 1:5 NZLГэвин Маклин П 1:5 SUIОливье Жаке П 3:5 LIBМишель Юссеф П 1:5                 | 14:30        | 7              | Не прошёл          | Не прошёл          | Не прошёл          | Не прошёл          | Не прошёл          | Не прошёл          | 68    |